# Kensington Oval
Il Kensington Oval è uno stadio di cricket di Bridgetown, nell'isola di Barbados. Ha ospitato diverse importanti partite tra cui la finale della Coppa del Mondo di cricket 2007.
È uno degli stadi più importanti del mondo per il cricket, al punto da essere soprannominato "La Mecca del cricket".